# Kninska operacija
Kninska operacija predstavlja završnu i najuspješniju fazu ofenzive Osmog dalmatinskog korpusa NOVJ-a za oslobođenje Dalmacije od njemačke okupacije tijekom Drugog svjetskog rata u Jugoslaviji. Operacija je trajala od 13. rujna 1944. godine, a završni napad usmjeren na opkoljavanje i uništenje njemačkih utvrđenih položaja u području Knina trajao je od 25. studenog do 5. prosinca. U ovim borbama Osmi korpus je teško porazio i gotovo prepolovio snage njemačkog 15. brdskog armijskog korpusa i dovršio oslobođenje Dalmacije.

## Opća operativna situacija
Kad je 10. listopada 1944. inženjerijski odred 93. divizije Crvene armije iznenadnim prepadom zauzeo 30-tonski most na Velikoj Moravi, a u sljedeća dva dana čitav 4. gardijski mehanizirani korpus maršem prešao preko mosta i spojio se s Prvim proleterskim korpusom NOVJ-a, njemačkom Vrhovnom zapovjedništvu postalo je jasno da je daljnje držanje položaja u Srbiji iluzorno. Stoga je naredila utvrđivanje nove glavne linije fronte na Balkanu, koja se protezala Dunavom, preko Srijema do Save, zatim Drinom, pa linijom Gacko - Livno - Knin - ušće Zrmanje (takozvana zelena linija). Naređeno je da se postrojbe povlače postupno i organizirano, pod borbom i pod vlastitim osiguranjem na zacrtanu liniju fronte.
Zamisao njemačkog zapovjedništva bila je da s dalmatinskog fronte izvuče 118. lovačku i 264. pješadijsku diviziju, 92. motoriziranu brigadu i 1. puk „Brandenburg“ i stavi ih na raspolaganje 2. oklopnoj armiji za borbu protiv Treće ukrajinske fronte. Liniju fronte od Gacka do ušća Zrmanje trebale su preuzeti tri legionarske divizije: 369. (Vražja), 373. (Tigar) i 392. (Plava).
Međutim, ofenziva Osmog korpusa omela je i preduhitrila ove planove: tijekom rujna dijelovi 118. divizije uništeni su na Braču, a dijelovi 369. divizije na Pelješcu. Najteži poraz 369. Vražja divizija pretrpjela je od 26. dalmatinske divizije 22. listopada u Vukovom klancu kod Metkovića. Prilikom izvlačenja iz Šibenika 3. studenog na putu prema Drnišu razbijen je 893. puk 264. divizije.
U takvoj situaciji, suočeno s energičnim pritiskom, Zapovjedništvo Jugoistoka moralo je odustati od izvlačenja 264. divizije i dodijelilo joj zadatak obrane Knina. Štab 8. korpusa pokušao je sa širokim obuhvatom Knina, računajući na eventualni pokušaj izvlačenja njemačkih snaga i iz Knina. Međutim, naišao je na snažan otpor. Nijemci su se odlučili za upornu obranu da po svaku cijenu zadrže Knin kao najzapadnije utvrđenje na svojoj projektiranoj liniji fronte.

## Suprotstavljene snage
U vrijeme početka prve faze Kninske operacije u Kninu i najbližoj okolici su se nalazile, pored Stožera 15. brdskog armijskog korpusa, sljedeće postrojbe:
- 264. pješadijska divizije;
- 383. ojačani puk 373. legionarske divizije;
- dijelovi 944. topničkoga puka;
- dijelovi 29. puka tvrđavskih pionira;
- 581. i 583. mornarički strijeljački bataljun;8"
- ostaci VI. i VII. ustaškog zdruga;
- 2. bataljun 3. posadnog zdruga (domobrani);
- Dinarska četnička divizija.

Osim njih bilo je i nekih manjih postrojba: za vezu, opskrbu, protuavionsku obranu i sl. Ukupno, u Kninu je bilo oko 20.000 vojnika (14.000 njemačkih, 1500 ustaških s domobranima i 4500 četničkih), što znači da je neprijatelj tijekom prve i druge etape pretrpio gubitke od 7500 vojnika.
Na komunikacije prema Lici bio je raspoređen kao pojačanje 847. puk 392. divizije.
Sve ove postrojbe bile su pod zapovjedništvom zapovjednika 15. brdskog armijskog korpusa generala Gustava Fehna.
Nasuprot ovim snagama stajao je 8. dalmatinski korpus NOVJ-a, koji je pod svojim zapovjedništvom imao 9., 19., 20., i 26. diviziju, te jedan i pol bataljun Prve tenkovske brigade, ukupne jačine oko 32.000 vojnika NOVJ. Zapovjednik partizanskih snaga je bio general Petar Drapšin.

## Pripreme
General Fehn dobio je naredbu da se Knin brani do posljednjeg čovjeka i obrani po svaku cijenu. Tu naredbu prenio je podređenima:
General Fehn ponudio je vojvodi Đujiću da podijele sudbinu u duhu stvorenog bratstva po oružju. Vojvoda Đujić odgovorio je preko svog izaslanika bojnika Novaka Mijovića pismom u kojem kaže:
Ipak, vojvoda Đujić je odlučio da izvuče svoje snage iz Knina na sjever, na komunikacije prema Lici.
Od 7. do 15. studenog trajala je prva faza napada na Knin, u kojoj je 19. divizija operirala u pravcu Gračaca, 9. divizija iz pravca Bosanskog Grahova, 26. divizija južno od Knina, a na sama kninska utvrđenja napadala je 20. divizija sa zapada. Nijemci su upornom obranom uspješno odbili napad na grad, a kontranapadima povratili izgubljene komunikacije prema sjeveru i sjeverozapadu.
Kad su četnici pod zapovjedništvom Đujića u posljednjoj fazi Kninske operacije napustili njemačku frontu kod Knina, u kronici 373. divizije je zapisano:
General Fehn premjestio je 17. studenog svoj stožer u Bihać. Iz područja Knina evakuirao je demoralizirane ustaško-domobranske snage i predao neposredno zapovjedništvo nad obranom generalu Windischu, zapovjedniku 264. pješadijske divizije. Cijelo područje Knina i ključne točke na komunikacijama pomno su utvrđeni povezanim sustavom rovova, bunkera, pješadijskih prepreka i minskih polja.

## Završni udarac
Uočivši da neprijatelj ima namjeru da uporno braniti Knin, štab Osmog korpusa sačinio je novi plan napada. Prema tom planu, 20. divizija će napadati s istoka na grad i na sjevernu komunikaciju, 19. divizija sa zapada na grad i na sjeverozapadnu komunikaciju, 26. divizija ojačana tenkovskim četama napadat će grad i isturena utvrđenja s juga, dok bi 9. divizija trebala presresti i uništiti njemačke dijelove koji bi se eventualno izvlačili iz Knina.
Napad je na sektoru 20. divizije počeo 25. studenog, a na sektoru 19. i 26. divizije 26. studenog u zoru. Na svim sektorima postrojbe 8. korpusa napredovale su vrlo sporo, lomeći izuzetno snažan i uporan otpor neprijatelja.
Franz Schraml je u svojoj knjizi opisao atmosferu:
Danonoćni napadi i protunapadi odvijali su se s promjenjljivom srećom i sa znatnim gubicima na svim dijelovima fronte. Nezadovoljan tempom napredovanja, zapovjednik Drapšin je 1. prosinca prijepodne uveo u napad posljednje rezerve.
Njemačka obrana počela se lomiti 2. prosinca uvečer. Sutradan u oko 8 ujutro postrojbe 20. divizije koje su nadirale s istoka i 19. divizije koje su nadirale sa zapada spojile se neposredno sjeverno od grada i zatvorile obruč oko Knina. Istovremeno, 26. divizija upala je u južni dio grada i preostalim njemačkim snagama je preostalo da pokušaju formirati udarne skupine i spasiti se probojem. Najveći dio snaga bio je uništen u samom gradu. Sudbinu onih koji su se probili opisao je Danilo Damjanović u knjizi „Šesta dalmatinska brigada":
Isti događaj opisao je i Franz Schraml u navedenoj knjizi:
Dana 3. prosinca u 11 prijepodne Knin je bio oslobođen. Njemačka obrana je gotovo u potpunosti uništena, a zapovjednik divizije Vindiš uspio se probiti na sjever, gdje se povezao s četničkim dijelovima i s njima se tijekom narednih dana probio u južnu Liku.

## Rezultat
U Kninskoj operaciji 15. brdski armijski korpus je prema podacima NOVJ imao 6555 poginulih i 4285 zarobljenih. Osmi korpus NOVJ-a je imao 677 poginulih, 2439 ranjenih i 126 nestalih.
Prema izvještaju Zapovjedništva 15. brdskog armijskog korpusa Zapovjedništvu Armijske grupe „E“ od 8. prosinca 1944., ukupna jačina 264. pješadijske divizije na dan 5. prosinca iznosila je 1526 ljudi. Ista divizija je u studenom 1943. imala pun formacijski sastav od 17.200 ljudi. Nakon Kninske operacije 264. divizija izbrisana je iz registra postrojbi Wehrmachta, a preostalo ljudstvo raspoređeno je u druge postrojbe.
Prema istom dokumentu, borbe su bile pune požrtvovanja, a „vlastiti gubici bili su vrlo visoki i doveli do razbijanja 264. divizije i raspada jednog većeg dijela 373. divizije".

## Vanjske poveznice
- Kninska operacija
- 264. pešadijska divizija Wehrmachta
- 373. legionarska divizija Wehrmachta